# Protopop
Protopop este un preot care îndeplinește funcția de inspector al bisericilor și al preoților dintr-un teritoriu determinat.
Protopopul (protoiereul) este preotul conducător al protopopiatului și al cancelariei administrative a protopopiatului, în numele chiriarhului.
Mai concret, Protopopul este conducătorul Protopopiatului și organul de legătură între parohie și Eparhie. El are următoarele atribuții:
- a - Îndrumează, coordonează și supraveghează activitatea bisericească a parohiilor din protopopiat;
- b - Inspectează, cel puțin odată pe an, parohiile din Protopopiat, verifică registrele, arhiva și biblioteca, starea bisericii, a clădirilor bisericești, precum și a cimitirelor și a altor bunuri bisericești, observând în același timp starea religioasă, morală și socială a parohienilor;
- c - Întocmește proces-verbal amănunțit asupra constatărilor făcute. Procesele-verbale se consemnează în registrele de inspecție ale parohiilor și se înaintează autorității eparhiale, cu raport și propuneri;
- d - Supraveghează și călăuzește activitatea catehetică, pastorală, culturală și socială a preoțimii;
- e - Îngrijește ca ordinele și dispozițiunile autorităților superioare să fie executate;
- f - Face propuneri Chiriarhului cu privire la suplinirea posturilor vacante de preoți, diaconi și cântăreți;
- g - Avizează asupra cererii credincioșilor pentru înființarea, desființarea sau modificarea teritorială a parohiilor;
- h - Aprobă clericilor din Protopopiat concediu până la 8 zile pe an;
- i - Execută însărcinările primite de la autoritatea eparhială;
- j - Întocmește un raport anual general despre întreaga viață bisericească din Protopopiat, pe care îl înaintează Consiliului Eparhial;
- k - Avizează asupra tuturor lucrărilor organelor parohiale, care urmează a fi supuse aprobării organelor eparhiale;
- l - Îndeplinește orice alte atribuții ce-i vor fi date de organele eparhiale.

Protopopul este reprezentantul oficial al Bisericii față de autoritățile Statului și îndeplinește sarcinile publice ce-i sunt atribuite prin legile, regulamentele și dispozițiile în vigoare.
Sinonime: protoiereu; protoprezbiter.